# 라프 코스터의 재미 이론
《라프 코스터의 재미 이론》은 미국의 게임 디자이너인 라프 코스터가 글을 쓰고 삽화를 그린 책으로, 게임과 재미의 본질에 대한 저자의 생각을 말하고 있다. 책의 기본은 저자가 2003년 오스틴 게임 회의에서 발표한 프레젠테이션으로, 한 쪽에는 글이 한 쪽에는 만화나 도해가 자리잡고 있어 책의 절반이 그림으로 이루어져 있다.
라프 코스터의 명제에서 게임은 모두 학습이며, 우리에게 실생활에 필요한 기술을 가르쳐주는 것이다. 그에 따르면 좋은 게임이란 “플레이어가 게임을 멈출 때까지 그것이 할 수 있는 모든 것을 가르치는 게임”이다.

## 참조
- Koster, Raph (2004년). 《라프 코스터의 재미 이론》. Paraglyph Press. ISBN 1-932111-97-2.